# Església de Santa Maria de Sobretâmega

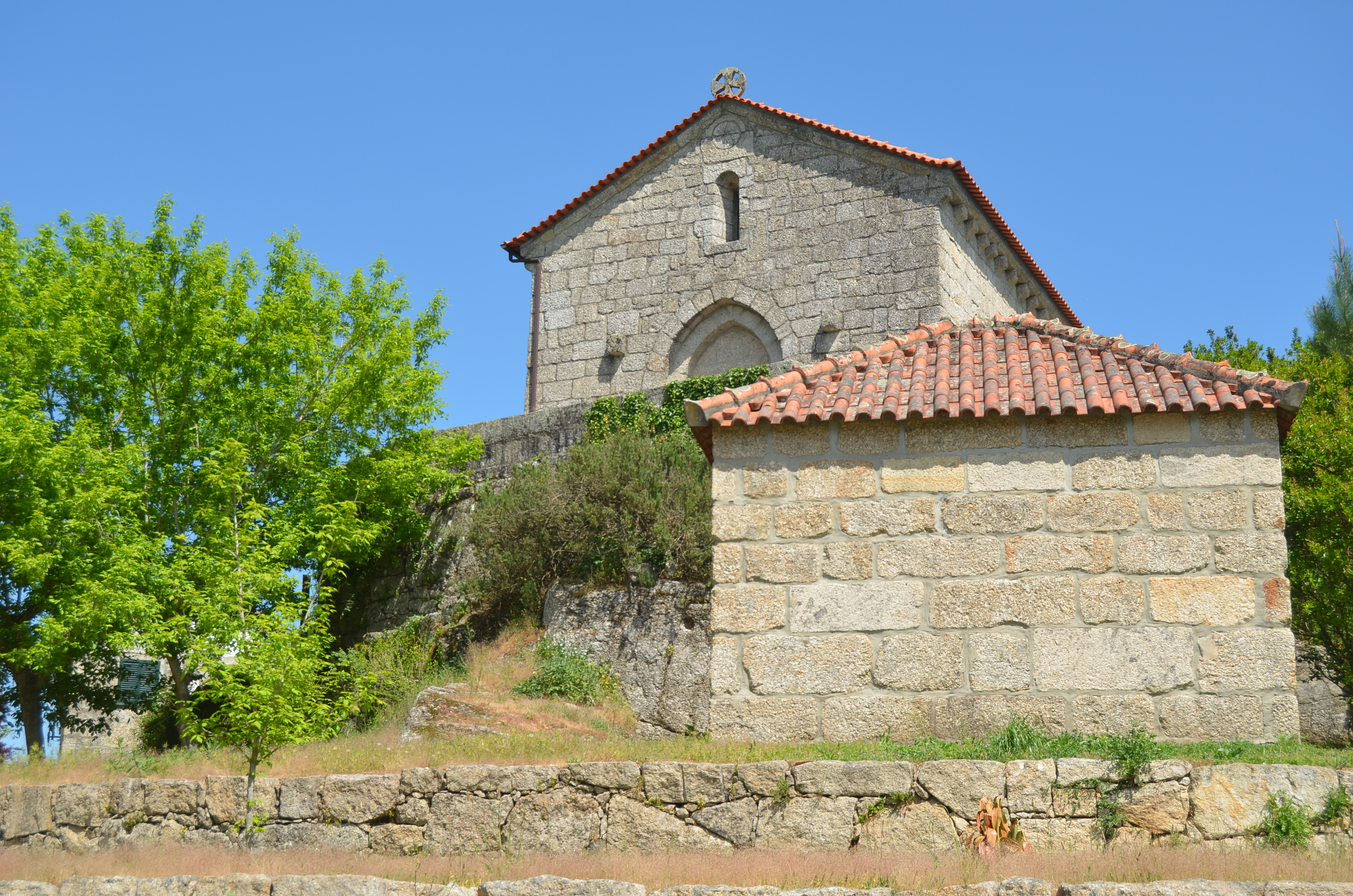
Església de Santa Maria de Sobretâmega

L'Església de Santa Maria de Sobretâmega és una església romànica que es troba a Sobretâmega, al municipi de Marco de Canaveses, a Portugal. El 1971 es classificà com a Immoble d'Interés públic, junt amb l'Església de Sâo Nicolau de Canaveses, i forma part de la Ruta del romànic.